# Rosabeth Moss Kanter

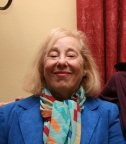
Rosabeth Moss Kanter

Rosabeth Moss Kanter (* 15. März 1943 in Cleveland, Ohio) ist eine US-amerikanische Soziologin und Professorin für Betriebswirtschaftslehre an der Harvard Business School. In einer 2002 durchgeführten Studie über Intellektuelle des Top Business, belegte sie gemäß verschiedenen Quellen den ersten Platz unter den Frauen und rangierte auf Platz 11 insgesamt. Vom Boston Magazine wurde sie zu einer der „50 mächtigsten Frauen in Boston“ ernannt.

## Leben

### Jugend und Ausbildung
Kanter ist die Tochter von der Lehrerin Helen (Smolen) Moss und Nelson Nathan Moss, einem Juristen und Kleinunternehmer. Sie wuchs mit ihrer jüngeren Schwester Myra in Cleveland auf. 1960 machte sie ihren Schulabschluss an der Cleveland Heights High School und studierte anschließend Soziologie und englische Literatur am Bryn Mawr College, das sie 1964 als Bachelor mit höchster Auszeichnung abschloss. Im darauffolgenden Jahr machte sie ihren Master in Soziologie und erhielt den Ph.D. 1967 von der Universität Michigan.

### Wissenschaftliche Karriere
Ihre Hauptforschungsgebiete sind Unternehmensführung, Strategie, Innovation, Veränderungsmanagement und Diversity Management. In den 1970er Jahren untersuchte sie Positionen und Karriereverläufe von Frauen und Männern in einem amerikanischen Industrieunternehmen. In Men and Women of the Corporation verwendete sie erstmals den Begriff token für Angehörige von Minderheiten in Gruppen.
Mitte der 1980er Jahre übernahm Kanter als erste Frau einen Stiftungslehrstuhl an der Harvard Business School („Class of 1960 Chair in Organizational Behavior“). Ihre weiteren wissenschaftlichen Stationen waren die Yale-Universität, die Brandeis Universität und die Harvard Law School. Sie hat den Ernest L. Arbuckle Lehrstuhl an der Harvard Business School inne.
Kanter war Mitbegründerin der Advanced Leadership Initiative der Harvard University und fungierte von 2008 bis 2018 als deren Direktorin und Gründungsvorsitzende.
Von 1989 bis 1992 war Kanter Mitherausgeberin der Zeitschrift Harvard Business Review.

### Privates
Kanter heiratete während ihrer Studienzeit am Bryn Mawr College Stuart A. Kanter, der 1969 starb. 1972 heiratete sie den Berater Barry Stein. Die beiden haben einen Sohn: Matthew Moss Kanter Stein (geboren 1979).

## Ehrungen und Auszeichnungen
- 1977: Charles-Wright-Mills-Award für Men and Women of the Corporation
- 1979: McKinsey Award für den besten HBR-Artikel für den Artikel Power Failure in Management Circuits.[12]
- 2021: Academy of Management's Distinguished Career Award

Seit 2001 vergeben das Bosten College Center for Work and Family und die Purdue University gemeinsam den Rosabeth Moss Kanter Award for Excellence in Work/Family Research, kurz Kanter Award.

## Schriften (Auswahl)
Kanter schrieb über 20 Bücher. Hier eine Auswahl:
- Commitment and Community. Communes and Utopias in sociological perspective. Harvard University Press, Cambridge Mass. 1972.
- Communes: Creating and Managing the Collective Life. New York [u. a.] 1973.
- Men and Women of the Corporation. Basic books, New York 1977.
- The Change Masters. Corporate Entrepreneurs at Work. Allen & Unwin, London 1983.
- When giants learn to dance. Mastering the Challenges of Strategy, Management, and Careers in the 1990s. Simon and Schuster, New York 1989.
- The Challenge of Organizational Change. How Companies experience it and Leaders guide it. Free Press, New York 1992.
- World Class: Thriving Locally in the Global Economy. Simon & Schuster, 1995, ISBN 0-684-81129-4 (englisch).
  - deutsch: Global denken - lokal handeln - Weltklasse erreichen : wegweisende Konzepte für Entscheidungsträger in Wirtschaft und Politik. Ueberreuter, Wien / Frankfurt am Main 2000, ISBN 3-7064-0644-6.
- Men and Women of the Corporation. PublicAffairs, 2008, ISBN 978-0-7867-2384-3.
- SuperCorp: How Vanguard Companies Create Innovation, Profits, Growth, and Social Good. Profile Books, 2010, ISBN 978-1-84765-229-4 (englisch).
- Move: Putting America's Infrastructure Back in the Lead. W. W. Norton & Company, 2015, ISBN 978-0-393-24680-3.
- Think Outside the Building: How Advanced Leaders Can Change the World One Smart Innovation at a Time. 2. Auflage. Nicholas Brealey Publishing, Boston, MA 2022, ISBN 978-1-5293-0817-4 (Erstausgabe:  2020).

Bis 2022 veröffentlichte Kanter zahlreiche Artikel zum Organisationsmanagement.
- Bis zum Horizont und weiter: Management in neuen Dimensionen. Artikelsammlung aus der Harvard Business Review. Hanser, München / Wien 1998, ISBN 3-446-19428-2.
- Innovation: the classic traps. In: Harvard Business Review on Inspiring and Executing Innovation. Harvard Business Press, 2011, ISBN 978-1-4221-6261-3, S. 149–181 (englisch).
- Ten Reasons People Resist Change. Harvard Business Review, 25. September 2012, abgerufen am 22. Juli 2024 (englisch).